# Atletismo nos Jogos Paralímpicos de Verão de 2012 - Maratona masculina
As competições de maratona masculina do atletismo nos Jogos Paralímpicos de Verão de 2012 foram disputadas no dia 9 de setembro nas ruas de Londres. Participaram desse evento atletas de 3 classes diferentes de deficiência.

## Medalhistas

### Classe T12
| Ouro   | ESP Alberto Suárez Laso                            |
| Prata  | COL Elkin Moreno / Germán Naranjo Jaramillo (guia) |
| Bronze | TUN Abderrahim Zhiou                               |

### Classe T46
| Ouro   | BRA Tito Sena                |
| Prata  | ESP Abderrahman Ait Khamouch |
| Bronze | BEL Frederic Van den Heede   |

### Classe T54
| Ouro   | GBR David Weir    |
| Prata  | SUI Marcel Hug    |
| Bronze | AUS Kurt Fearnley |

## T12
| Pos.              | Atleta                                      | País          | Tempo   | Notas                |
| ----------------- | ------------------------------------------- | ------------- | ------- | -------------------- |
| Medalha de ouro   | Alberto Suárez Laso                         | ESP Espanha   | 2:24:50 | Recorde mundial      |
| Medalha de prata  | Elkin Moreno Guia: Germán Naranjo Jaramillo | COL Colômbia  | 2:26:39 | Recorde da América   |
| Medalha de bronze | Abderrahim Zhiou                            | TUN Tunísia   | 2:26:56 | Recorde africano     |
| 4                 | Masahiro Okamura                            | JPN Japão     | 2:28:51 | Recorde asiático     |
| 5                 | Shinya Wada                                 | JPN Japão     | 2:40:08 | Recorde da temporada |
| 6                 | Gabriel Macchi                              | POR Portugal  | 2:40:13 | Recorde da temporada |
| 7                 | Yuichi Takahashi                            | JPN Japão     | 2:42:09 | Recorde da temporada |
| 8                 | Joaquim Machado                             | POR Portugal  | 2:43:17 |                      |
| 9                 | Ildar Pomykalov                             | RUS Rússia    | 2:43:38 | Recorde da temporada |
| 10                | Andrea Cionna                               | ITA Itália    | 2:43:59 | Recorde da temporada |
| 11                | Hatem Nasrallah                             | TUN Tunísia   | 2:57:08 | Recorde da temporada |
| 12                | Csaba Orban                                 | HUN Hungria   | 3:01:02 |                      |
| 13                | Gad Yarkoni                                 | ISR Israel    | 3:01:51 |                      |
| 14                | Jose Luis Santero                           | ARG Argentina | 3:09:09 |                      |
| 15 !              | Nacer-Eddine Karfas                         | ALG Argélia   | DNF     |                      |
| 16 !              | Henry Wanyoike Guia: Joseph Gachuhi         | KEN Quênia    | DNF     |                      |
| 17 !              | Igor Khavlin                                | RUS Rússia    | DQ      |                      |
| 18 !              | Jorge Pina                                  | POR Portugal  | DQ      |                      |
| 19 !              | Cristian Valenzuela                         | CHI Chile     | DNS     |                      |

## T46
| Pos.              | Atleta                        | Tempo   | Notas                |
| ----------------- | ----------------------------- | ------- | -------------------- |
| Medalha de ouro   | BRA Tito Sena                 | 2:30:40 | Recorde pessoal      |
| Medalha de prata  | ESP Abderrahman Ait Khamouch  | 2:31:04 |                      |
| Medalha de bronze | BEL Frederic Van den Heede    | 2:31:38 | Recorde pessoal      |
| 4                 | BRA Ozivam Bonfim             | 2:37:16 | Recorde da temporada |
| 5                 | ITA Walter Endrizzi           | 2:39:32 | Recorde da temporada |
| 6                 | MEX Pedro Zempoaltecatl       | 2:41:59 | Recorde pessoal      |
| 7                 | CHN Lei Zhang                 | 2:44:19 | Recorde da temporada |
| 8                 | ITA Alessandro di Lello       | 2:46:27 |                      |
| 9                 | MEX Mario Santillan Hernández | 2:48:55 | Recorde da temporada |
| 10                | USA Chris Hammer              | 2:50:30 | Recorde da temporada |
| 11                | SUI Christoph Sommer          | 3:01:42 |                      |

## T54
| Pos.              | Atleta                     | Tempo   | Notas |
| ----------------- | -------------------------- | ------- | ----- |
| Medalha de ouro   | GBR David Weir             | 1:30:20 |       |
| Medalha de prata  | SUI Marcel Hug             | 1:30:21 |       |
| Medalha de bronze | AUS Kurt Fearnley          | 1:30:21 |       |
| 4                 | JPN Masazumi Soejima       | 1:30:24 |       |
| 5                 | JPN Nobukazu Hanaoka       | 1:30:26 |       |
| 6                 | JPN Kota Hokinoue          | 1:31:13 |       |
| 7                 | KOR Gyu Dae-Kim            | 1:31:32 |       |
| 8                 | POL Tomasz Hamerlak        | 1:31:34 |       |
| 9                 | ESP Rafael Botello Jimenez | 1:33:05 |       |
| 10                | USA Krige Schabort         | 1:33:05 |       |
| 11                | SUI Heinz Frei             | 1:33:06 |       |
| 12                | CAN Josh Cassidy           | 1:33:06 |       |
| 13                | JPN Masayuki Higuchi       | 1:33:07 |       |
| 14                | FRA Denis Lemeunier        | 1:33:07 |       |
| 15                | MEX Aaron Gordian Martínez | 1:35:32 |       |
| 16                | USA Aaron Pike             | 1:36:26 |       |
| 17                | AUS Nathan Arkley          | 1:36:53 |       |
| 18                | FRA Alain Fuss             | 1:39:28 |       |
| 19                | KOR Sukman Hong            | 1:39:41 |       |
| 20                | USA Joshua George          | 1:39:56 |       |
| 21                | JPN Choke Yasuoka          | 1:40:26 |       |
| 22                | JPN Hiroyuki Yamamoto      | 1:40:54 |       |
| 23                | MEX Saul Mendoza Hernández | 1:44:16 |       |
| 24                | USA Adam Bleakney          | 1:44:16 |       |
| 25                | USA Brian Siemann          | 1:45:51 |       |
| 26                | CAN Michel Filteau         | 1:47:39 |       |
| 27                | USA Ryan Chalmers          | 1:48:25 |       |
| 28                | CRC Laurens Molina Sibaja  | 1:48:34 |       |
| 29 !              | FRA Pierre Fairbank        | DNF     |       |
| 30 !              | CHN Chengming Liu          | DNF     |       |
| 31 !              | ESP Roger Puigbo Verdaguer | DNF     |       |
| 32 !              | FRA Julien Casoli          | DNS     |       |

Legenda
| Recorde mundial      | Recorde mundial (World record)               |                       | Recorde africano                      | Recorde africano (African) |                                           | Q | Classificado por posição (Qualified) |
| Recorde paralímpico  | Recorde paralímpico (Paralympic record)      | Recorde da América    | Recorde da América (Americas)         | q                          | Classificado por melhor tempo (Qualified) |   |                                      |
| Melhor marca do ano  | Melhor marca do ano (World leading)          | Recorde asiático      | Recorde asiático (Asian)              | DNS                        | Não largou (Did not start)                |   |                                      |
| Recorde nacional     | Recorde nacional (National record)           | Recorde europeu       | Recorde europeu (European)            | DNF                        | Não terminou (Did not finish)             |   |                                      |
| Recorde pessoal      | Recorde pessoal do atleta (Personal best)    | Recorde da Oceania    | Recorde da Oceania (Oceania)          | DSQ / DQ                   | Desclassificado (Disqualified)            |   |                                      |
| Recorde da temporada | Recorde da temporada do atleta (Season best) | Recorde sul-americano | Recorde sul-americano (South America) | NM                         | Sem marca (No mark)                       |   |                                      |